# 강화학파
강화학파(江華學派)는 조선 후기에 정제두(鄭齊斗) 등에 의해 창시된 양명학파이다. 정제두를 비롯한 양명학자들이 강화도를 중심으로 형성했다. 정치적으로 노론에 비교하여 열세에 몰렸던 소론이 정계에서 축출되면서 정제두가 강화도로 낙향하여 인재 교육에 몰두한 데서 시작되었다. 이광사, 심육, 홍양호, 이건창도 강화학파이다.

## 같이 보기
- 소론
- 정제두
- 이광사
- 심육
- 홍양호
- 이건창